# Florida (Massachusetts)
Florida è un comune degli Stati Uniti d'America facente parte della contea di Berkshire nello stato del Massachusetts.